# Schmrtz Teatar
Schmrtz Teatar osnovan je sredinom 1995. od nekolicine mladih ljudi koji su imali želju baviti se izvedbenim umjetnostima i reciklažom starih ideja o modernosti i političkom angažmanu kazališta. Od samog početka teme njihovih nastupa su pitanja ljudskih prava, ekologija, kritika društva, moderni primitivizam, supkulturni pokreti, alternativni svjetonazori, civilno društvo, autonomija kulture...
Grupa nema definiranu hijerarhijsku strukturu niti stalnu postavu već je izrazito fluidna i vrlo često djeluje u ad hoc postavama. Mnogi od članova su aktivni u nekoliko nevladinih organizacija (Autonomna Tvornica Kulture - ATTACK, Antiratna Kampanja, Zagrebački Anarhistički Pokret, Amnesty International, Zelena Akcija...). Korijeni njihova razmišljanja i rada mogu se naći u supkulturama pedesetih i šezdesetih godina, pogotovo u grupama poput Living Theatre, San Francisco Red Theatre, Andy Warhol's Factory scene, The Fugs, ali i kasnije u radovima grupa DV8, The Crass...
Oko 60% nastupa grupe su tzv. street art događanja zato što su nastupi na ulici najbolji pokazatelj kvalitete rada jedne grupe, a i interaktivnost s publikom je važan aspekt njihovog rada. Ti ulični nastupi kreću se u rasponu od klasičnog mediteranskog uličnog zabavljaštva (žongleri, bljuvači vatre, hodači na štulama, divovske lutke, comedia dell arte...) do radikalnijih akcija (krađa knjiga u knjižarama u sklopu akcije "22%", egzorcistička akcija istjerivanja zlih demona iz zgrade HNK, Millenium Marijuana March...). Izuzev toga grupa se specijalizirala za klupske nastupe iako su s vremena na vrijeme neki projekt ostvarili u klasičnom kazalištu.
Grupa je nastupala na nekoliko festivala (Eurokaz, Festival alternativnog kazališnog izričaja, Poetovio...) i gostovala u Sloveniji, Jugoslaviji i BiH.
Pod istim imenom i u istoj postavi, rade i kao glazbeni sastav svirajući pjesme iz svojih predstava i performansa te su dosada izdali dva albuma (Dr. Franjo Tuđman i Dvoglava beba) za nezavisnu izdavačku kuću Slušaj najglasnije te treći, Žena bez nozdrva, za vlastitu produkcijsku kućicu Carpe Diem.
Kao što su manifestno najavili prilikom osnutka, grupa se raspušta krajem tisućljeća nakon umjetničke petoljetke i tada se od jezgre grupe (uz dodatak par novih članova) formira Nova Grupa koja će nastaviti rad unutar polja izvedbenih umjetnosti sličnim sadržajima no različitim formom. Naglasak rada grupe će biti na prostornim instalacijama s korištenjem glazbenih elektronskih podloga i multimedijalne tehnologije no tematike će i dalje ostati socijalno i društveno angažirana, a pristup ludističko-neodadaistički. 